# Chris Benoit
Christopher Michael Benoit (21. maj 1967 – 24. juni 2007), bedre kendt under ringnavnet Chris Benoit, var en canadisk wrestler, der wrestlede i Extreme Championship Wrestling (ECW) og World Championship Wrestling (WCW) i 1990'erne og i World Wrestling Entertainment (WWE) i 2000'erne.
Benoit var anerkendt som én af de bedste wrestlere i verden, og han nåede at vinde VM-titlen i både WCW og WWE, noget som med tiden gjorde ham til en af de mest populære og respekterede skikkelser i wrestling. Derudover vandt han også det amerikanske mesterskab fem gange i sin karriere – og vandt titlen i både WCW (WCW United States Heavyweight Championship) og WWE (WWE United States Championship). I 2004 blev han vinder af Royal Rumble, til trods for at han var den første af 30 wrestlere, der trådte ind i kampen.
Benoit, hans kone Nancy og deres 7-årige søn, Daniel, blev fundet døde i deres hjem i Fayetteville, Georgia 25. juni 2007. Myndighederne bekræftede, at Benoit havde dræbt sin kone og søn og efterfølgende hængt sig selv. Personer fra WWE havde advaret politiet, efter at Benoit var udeblevet fra flere kampe, blandt andet Vengeance: Night of Champions d. 24. juni 2007 Det er senere kommet frem, at det var meningen, at Benoit skulle have vundet ECW Championship, én af WWE's mest prestigefyldte titler, hvis denne tragedie ikke havde fundet sted.